# Озеркін Павло Гурович
Павло Гурович Озеркін (1899, село Борки Зарайського повіту Рязанської губернії, тепер Рязанської області, Російська Федерація — 7 січня 1952, місто Воронеж) — радянський діяч органів держбезпеки, народний комісар внутрішніх справ Калмицької АРСР. Входив до складу особливої трійки НКВС СРСР. Депутат Верховної Ради СРСР 1-го скликання (1937—1939).

## Біографія
Народився в родині робітника. У 1910 році закінчив трикласну церковноприходську школу у Воронежі.
У листопаді 1911 — жовтні 1912 року — розсильний в мануфактурній торговій фірмі Манцилова у Воронежі. У жовтні 1912 — серпні 1915 року — складач в друкарні редакції «Воронезького телеграфу». У серпні 1915 — травні 1917 року — складач в друкарні Будинку працьовитості у Воронежі.
У травні 1917 — липні 1918 року — рядової робітничої бойової дружини у Воронежі.
Член РКП(б) з грудня 1917 року.
У липні 1918 — жовтні 1919 року — рядовий 1-го Інтернаціонального полку РСЧА. У жовтні 1919 — квітні 1920 року — начальник розвідки окремого кавалерійського ескадрону РСЧА. З 1919 по 1921 рік був членом комсомолу.
У травні 1920 — квітні 1922 року — начальник політбюро надзвичайної комісії (ЧК) Новохоперського повіту.
У квітні 1922 — лютому 1927 року — начальник відділення Воронезького губернського відділу ДПУ, уповноважений Воронезького губернського відділу ДПУ по боротьбі з бандитизмом, уповноважений Воронезького губернського відділу ДПУ.
У лютому 1927 — липні 1928 року — начальник інформаційно-агентурного відділу Воронезького губернського відділу ДПУ.
У липні 1928 — жовтні 1930 року — начальник Льговського окружного відділу ДПУ. У жовтні 1930 — 1931 року — начальник Льговського оперативного сектора ДПУ.
У січні 1931 — травні 1932 року — заступник начальника особливого відділу ДПУ 6-ї стрілецької дивізії в місті Орлі.
У травні 1932 — квітні 1934 року — начальник особливого відділу ДПУ 18-ї стрілецької дивізії в місті Ярославлі.
У квітні 1934 — квітні 1936 року — начальник особливого відділу ДПУ 49-ї стрілецької дивізії в місті Костромі. Одночасно у квітні 1934 — квітні 1936 року — начальник Костромського міського відділу ДПУ—НКВС.
31 травня 1936 — 16 лютого 1937 року — начальник Управління НКВС по Калмицькій АРСР. 16 лютого 1937 — 28 січня 1939 року — народний комісар внутрішніх справ Калмицької АРСР. Входив до складу особливої трійки, створеної за наказом НКВС СРСР від 30 липня 1937 року, брав активну участь у сталінських репресіях.
Заарештований у січні 1939 року. З січня по жовтень 1939 року перебував під слідством. З жовтня 1939 року — пенсіонер НКВС у місті Воронежі.
У серпні 1944 — 7 січня 1952 року — уповноважений Ради у справах релігійних культів при РНК—РМ СРСР по Воронезькій області.

## Звання
- старший лейтенант державної безпеки (23.02.1936)

## Нагороди
- орден «Знак Пошани» (19.12.1937)